# میدان کوردلیه در لیون
 میدان کوردلیه در لیون  عنوان فیلمی است فرانسوی با ژانر مستند، صامت، سیاه و
سفید و کوتاه به کارگردانی لوئیس لومیر. این فیلم محصول سال ۱۸۹۵ میلادی است.